# Альф'янелло
Альф'янелло (італ. Alfianello) — муніципалітет в Італії, у регіоні Ломбардія, провінція Брешія.
Альф'янелло розташоване на відстані близько 420 км на північний захід від Рима, 80 км на схід від Мілана, 29 км на південь від Брешії.
Населення — 2536 осіб (2014).
Щорічний фестиваль відбувається 13 серпня. Покровитель — Ss. Ippolito e Cassiano.

## Демографія
Населення за роками:

Станом на 1 січня 2023 року в муніципалітеті офіційно проживало 246 іноземців з 27 країн, серед них 29 громадян країн Євросоюзу та 5 громадян України.

## Сусідні муніципалітети
- Корте-де'-Фраті
- Мільцано
- Понтевіко
- Сан-Джервазіо-Брешіано
- Скандолара-Рипа-д'Ольйо
- Сеніга